# Dicnemon planifolium
Dicnemon planifolium là một loài rêu trong họ Dicnemonaceae. Loài này được Besch. mô tả khoa học đầu tiên năm 1873.